# معادلات بريدجمان
معادلات بريدجمان  في الكيمياء (بالإنجليزية:Bridgman's thermodynamic equations) هي مجموعة معادلات ترموديناميكية (حركة حرارية) تُستنبط بواسطتها عدد كبير من الخواص الترموديناميكية وتتضمن عددا من الكميات الترموديناميكية التي يمكن قياسها معمليا للمواد. وقد سميت تلك المعادلات باسم صاحبها وهو الفيزيائي بيرسي بريدجمان، واستخدم فيها طرق حساب التفاضل الكامل.
يتميز نظام ترموديناميكي بخواص شمولية أساسية، من ضمنها الحجم V والإنتروبي S، والكتلة. وسوف نستنبط من تلك المتغيرات خواصا للمادة هامة بطريقة بريدجمان، إلى جانب خواص أخرى هامة مثل الأربعة كمونات الترموديناميكية. والأربعة كمونات المقصودة هنا هي:
| الطاقة الداخلية     | U |
| الإنثالبي           | H |
| طاقة هلمهولتز الحرة | A |
| طاقة غيبس الحرة     | G |
المشتقة التفاضلية الأولى للطاقة الداخلية بالنسبة إلى المتغيرين إنتروبي والحجم تنتج خواصا مكثفة للنظام - فهي تنتج الضغطP ودرجة الحرارة T في النظام. وعند اعتبار نظاما بسيطا مكونا من عدد ثابت للجسيمات، فيمكن وصف المشتقات الثانية للكمونات الترموديناميكية بواسطة ثلاثة فقط من خواص المادة، وهي:
| الحرارة النوعية عند ثبات الضغط       | CP |
| معامل تمدد حراري                     | α  |
| قابلية الانضغاط عند درجة حرارة ثابتة | βT |
وتشكل معادلات بريدجمان مجموعة علاقات تربط بين تلك الكميات المذكورة، تناسب كل صيغة منها الحالة التي نقوم بدراستها.

## مقدمـــــة
توصف معادلات ترموديناميكية كثيرة في صيغة مشتقالت تفاضلية. وعلى سبيل المثال نعبر عن السعة الحرارية عند ثبات الضغط بالمشتقة:
{\displaystyle C_{P}=\left({\frac {\partial H}{\partial T}}\right)_{P}}
وهي مشتقة للإنثالبي بالنسبة إلى درجة الحرارة عندما يكون الضغط ثابتا. ويمكننا تشكيل المعادلة على الصورة:
{\displaystyle C_{P}={\frac {(\partial H)_{P}}{(\partial T)_{P}}}}
وهذا التعديل في كتابة صيغة المشتقة يرجع إلى بريدجمان (وكذلك إلى العالمين: لويس، وراندال)، وهي تسمح بصياغة عدد من المعادلات الترموديناميكية. وعلى سبيل المثال يمكننا الحصول على المعادلتين:
{\displaystyle (\partial H)_{P}=C_{P}}
و
{\displaystyle (\partial T)_{P}=1}
وعن طريق قسمتهما نستعيد الصيغة المناسبة للسعة الحرارية
CP.
باتباع تلك الطريقة للاشتقاق التفاضلي لدوال الحالة S و T و P و V , يمكن الحصول على الثلاثة خواص التالية للمادة، وهي خواص يمكن قياسها في المختبر.
{\displaystyle \left({\frac {\partial V}{\partial T}}\right)_{P}=\alpha V}
{\displaystyle \left({\frac {\partial V}{\partial P}}\right)_{T}=-\beta _{T}V}
{\displaystyle \left({\frac {\partial H}{\partial T}}\right)_{P}=C_{P}=c_{P}N}

## معادلات بريدجمان للترموديناميكا
توسع بريدجمان في اشتقاق معادلات تمثل كل منها خاصية مادية، يمكن قياسها بطريقة مباشرة معمليا أو غير مباشرة (مثل تعيين الإنتروبيا أو طاقة غيبس). مع ملاحظة أن العالمين الفيزيائيين «لويس» و «راندال» يستخدمان الرمز F لتعريف طاقة غيبس الحرة وللطاقة الداخلية E بدلا من G و U على التوالي:
{\displaystyle (\partial T)_{P}=-(\partial P)_{T}=1}
{\displaystyle (\partial V)_{P}=-(\partial P)_{V}=\left({\frac {\partial V}{\partial T}}\right)_{P}}
{\displaystyle (\partial S)_{P}=-(\partial P)_{S}={\frac {C_{p}}{T}}}
{\displaystyle (\partial U)_{P}=-(\partial P)_{U}=C_{P}-P\left({\frac {\partial V}{\partial T}}\right)_{P}}
{\displaystyle (\partial H)_{P}=-(\partial P)_{H}=C_{P}}
{\displaystyle (\partial G)_{P}=-(\partial P)_{G}=-S}
{\displaystyle (\partial A)_{P}=-(\partial P)_{A}=-S-P\left({\frac {\partial V}{\partial T}}\right)_{P}}
{\displaystyle (\partial V)_{T}=-(\partial T)_{V}=-\left({\frac {\partial V}{\partial P}}\right)_{T}}
{\displaystyle (\partial S)_{T}=-(\partial T)_{S}=\left({\frac {\partial V}{\partial T}}\right)_{P}}
{\displaystyle (\partial U)_{T}=-(\partial T)_{U}=T\left({\frac {\partial V}{\partial T}}\right)_{P}+P\left({\frac {\partial V}{\partial P}}\right)_{T}}
{\displaystyle (\partial H)_{T}=-(\partial T)_{H}=-V+T\left({\frac {\partial V}{\partial T}}\right)_{P}}
{\displaystyle (\partial G)_{T}=-(\partial T)_{G}=-V}
{\displaystyle (\partial A)_{T}=-(\partial T)_{A}=P\left({\frac {\partial V}{\partial P}}\right)_{T}}
{\displaystyle (\partial S)_{V}=-(\partial V)_{S}={\frac {C_{P}}{T}}\left({\frac {\partial V}{\partial P}}\right)_{T}+\left({\frac {\partial V}{\partial T}}\right)_{P}^{2}}
{\displaystyle (\partial U)_{V}=-(\partial V)_{U}=C_{P}\left({\frac {\partial V}{\partial P}}\right)_{T}+T\left({\frac {\partial V}{\partial T}}\right)_{P}^{2}}
{\displaystyle (\partial H)_{V}=-(\partial V)_{H}=C_{P}\left({\frac {\partial V}{\partial P}}\right)_{T}+T\left({\frac {\partial V}{\partial T}}\right)_{P}^{2}-V\left({\frac {\partial V}{\partial T}}\right)_{P}}
{\displaystyle (\partial G)_{V}=-(\partial V)_{G}=-V\left({\frac {\partial V}{\partial T}}\right)_{P}-S\left({\frac {\partial V}{\partial P}}\right)_{T}}
{\displaystyle (\partial A)_{V}=-(\partial V)_{A}=-S\left({\frac {\partial V}{\partial P}}\right)_{T}}
{\displaystyle (\partial U)_{S}=-(\partial S)_{U}={\frac {PC_{P}}{T}}\left({\frac {\partial V}{\partial P}}\right)_{T}+P\left({\frac {\partial V}{\partial T}}\right)_{P}^{2}}
{\displaystyle (\partial H)_{S}=-(\partial S)_{H}=-{\frac {VC_{P}}{T}}}
{\displaystyle (\partial G)_{S}=-(\partial S)_{G}=-{\frac {VC_{P}}{T}}+S\left({\frac {\partial V}{\partial T}}\right)_{P}}

## اقرأ أيضا
| - خواص المادة (ترموديناميك) - معادلة كلابيرون - توازن ترموديناميكي - سعة حرارية - عمل (ترموديناميك) - قوانين الديناميكا الحرارية - معادلات دينامية حرارية - مقاومة التلامس الحراري | - كفاءة حرارية - دورة كارنو - دورة رانكن - نظام حركة حرارية - مخطط درجة الحرارة والإنتروبي - مخطط الضغط والحجم - كمون دينامي حراري - قواعد بيانات ترموديناميكية للمواد النقية |